# Shou Mei

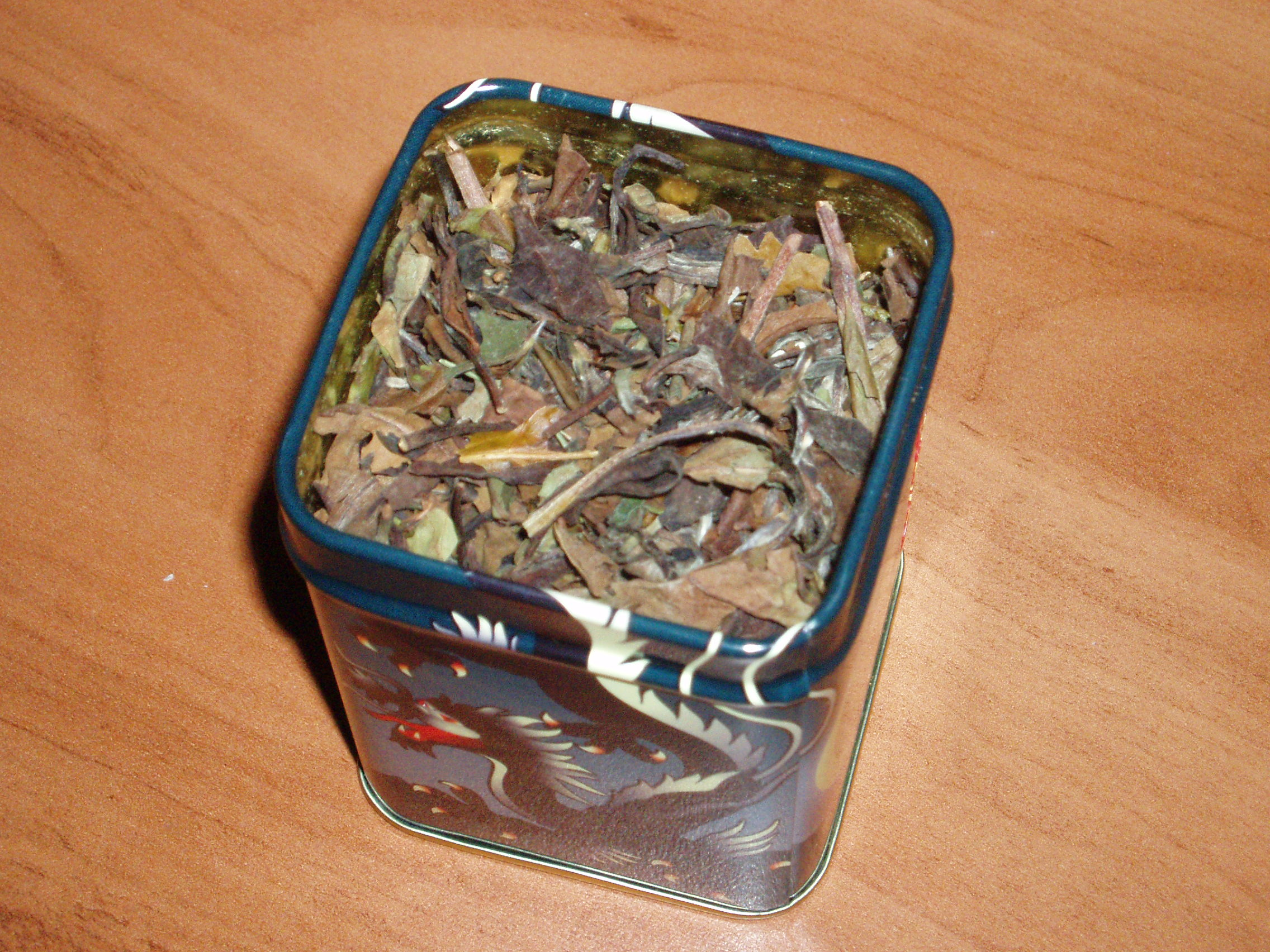
Shou Mei

Shou Mei (vereinfachtes Chinesisch: 寿眉; traditionelles Chinesisch: 壽眉; Pinyin: Shòu méi; Kantonesisch Yale: Sauh méi; Standard-Chinesische Aussprache [ʂôu̯.měi̯]) ist ein weißer Tee, der aus natürlich verwelkten oberen Blättern und Spitzen hergestellt wird und ein stärkeres Aroma besitzt, das an leichtere Oolong-Tees erinnert.
„Shou“ steht für „langes Leben“ und „Mei“ für „Augenbraue“ – also „Langes-Leben-Augenbrauen-Tee“, woher der Tee seine englische Bezeichnung „Long Life Eyebrow Tea“ oder auch „Noble“ bekommen hat. Den chinesischen Namen hat Shou Mei durch das Aussehen der Teeblätter nach dem Aufguss, die an Augenbrauen erinnern.

## Geschmack, Duft und Farbe
Shou Mei wird aus der Teepflanze Camellia Sinensis gewonnen (wie alle Weißen Teesorten auch). Weiße Tees unterscheiden sich von den anderen Tees durch die Verwendung spezieller Camellia-Sinensis-Varietäten, meist dem Da Bai- und Da Hao-Strauch, und der geringen Verarbeitung des Tees; das heißt, er wird nicht erhitzt, gebacken oder gedämpft. Dadurch, dass der Weiße Tee naturbelassen bleibt, ergibt sich ein besonderer Geschmack und eine spezielle Wirkung.
Der Geschmack von Shou Mei ist sowohl intensiv als auch rund und weich mit einem frischen Aroma. Guter Shou Mei besitzt eine Süße und Zartbitterkeit zugleich. Schmeckt der Tee überwiegend bitter und etwas adstringent, wird seine Qualität als weniger gut bewertet. Shou Mei ist für Teeanfänger einfach zu genießen und erinnert an leichte Oolong-Tees. Die Farbe des Aufguss zeigt ein schönes Goldgelb bis Orange.

## Anbau und Reife
Shou Mei wird vor allem in den Provinzen Fujian und Guangxi in China angebaut. Da dieser Tee später als Bai Mudan gepflückt wird, kann der Tee eine dunklere Farbe haben, sollte sich aber dennoch seine verhältnismäßig grüne Farbe erhalten. Einige Shou Mei von niedrigerer Qualität können eine goldene Farbe besitzen, mit vielen schwarzen und roten Blättern, wodurch sich ein dunkleres Gebräu mit mehr Tiefe ergibt.
Shou Mei reift mehrere Jahre und ist sehr begehrt, da er während der Reifezeit ein besonders intensives Aroma entfaltet. Wie beim Silbernadel- und beim Bai Mudan wird auch gut gereifter Shou Mei als besondere Delikatesse angesehen und dementsprechend teuer angeboten.
Die Herstellung von Shou Mei ist jedoch recht günstig, da sie Da Bai (große weiße Blätter) verwendet und diese ein Nebenprodukt der Baihao-Yinzhen-Teeproduktion sind.
Da die Ernte beim Shou Mei später als bei anderen Weißen Tees erfolgt und für die Herstellung nur die ältesten und gröbsten weißen Blätter verwendet werden, wird er oftmals als Nebenprodukt des Silbernadel- und Bai-Mudan-Tees betrachtet. Qualitätsmäßig gilt Shou Mei als der niedrigste der vier Hauptsorten des weißen Tees.

## Geschmack und Zubereitung
Der Tee kann sehr unterschiedlich aufgebrüht werden, wodurch sich viele Kombinationen mit interessanten Ergebnissen ergeben. Allerdings ist es wichtig, zum einen gutes Wasser zu verwenden, um die Süße und das Aroma des Tees hervorzubringen, und zum anderen nicht zu überbrühen, um keinen bitteren und sehr starken Tee zu machen. Eine Empfehlung ist, Shou Mei wie Bai Mudan zuzubereiten, also drei Minuten bei einer Wassertemperatur von 80 °C ziehen lassen.
Typischerweise werden Weiße Tees bei einer niedrigeren Temperatur als Schwarze Tees aufgebrüht. Oft genügen schon Temperaturen um die 70 Grad Celsius. Unterschiedliche Ziehzeiten und unterschiedliche Temperaturen ergeben eine bemerkenswert unterschiedliche Wirkung auf das Ergebnis des letzten Aufbrühens. Für die westliche Aufbrühart ist eine Zeit von zwei bis fünf Minuten ideal, wenn der Tee in einem Glas oder in einer westlichen Teekanne zubereitet wird. Wird jedoch eine Gaiwan-Schale oder Yixing-Teekanne in der Gong-Fu-Art des Aufbrühens verwendet, in der sich größere Mengen des Blattes und kleinere Mengen Wasser befinden, die unter den Teetrinkern geteilt werden, werden Aufbrühzeiten von weniger als einer Minute (manchmal sogar in Sekunden gemessen) bevorzugt.